# 햐쿠즈카촌
햐쿠즈카촌(百塚村)은 도야마현 네이군에 있던 촌이다.

## 역사
- 1889년 4월 1일 - 정촌제 시행에 의해 네이군 햐쿠즈카촌이 성립하였다.
- 1941년 2월 11일 - 야하타촌, 구사지마촌 및 햐쿠즈카촌이 합병해, 하치만촌이 성립하였다.

## 참고문헌
- 『市町村名変遷辞典』東京堂出版、1990年。